# Gare de Laluque
Gare de Laluque – stacja kolejowa w Laluque, w departamencie Landy, w regionie Nowa Akwitania, we Francji.
Jest stacją Société nationale des chemins de fer français (SNCF), która jest wyłączoną z obsługi ruchu pasażerskiego i obsługującą ruch towarowy.